# Amanita abrupta
Amanita abrupta je severoamerický a východoasijský zástupce rodu muchomůrka (Amanita), a stejně jako známější zástupci tohoto rodu je jedovatá. Celá je zbarvena do bíla včetně jejího bradavičnatého klobouku a štíhlého třeně.

## Popis
Celá plodnice této muchomůrky je bílá. Klobouk je v průměru 4–10 cm velký s bradavkami, které mohou být nahnědlé. Zprvu má široký konvexní tvar, ale posléze se zploští. Bradavky jsou pro tento druh specifické, jsou velké s jehlanovitým tvarem (průměrně 1–2,5 mm vysoký). Hymenofor tvoří bílé, husté lupeny, na nichž mohou zůstat viset bradavky. Dužnina je bílá. Třeň je dlouhý, tenký (výška: 6,5–12,5 cm, průměr 0,5–1,5 cm), a je na něm je poměrně mohutný prsten (zbytek závoje), který je bílý nebo hnědý. Na prstenu se mohou nacházet též zbytky bradavek. Třeň je zakončen tzv. kalichem smrti.

## Rozšíření/ekologie
Amanita abrupta je mykorhizní houba vyskytující se na Dálném východě a na východě Severní Ameriky. Roste v listnatých a jehličnatých lesích, kde využívá již zmíněnou symbiózu. Symbiotickými stromy většinou bývají topol, bříza, dub, jedle, tsuga a buk.

## Obsahované látky
Tento druh je jedovatý. Obsahuje amanitin a kyselinu aminohexadionovou, která způsobuje nekrózu jaterních buněk.

## Podobné druhy
Tento druh je možné zaměnit s některými druhy bedel nebo s jinými bílými muchomůrkami jako jsou:
- Amanita kotohiraensis – ta na rozdíl od A. abrupty má vločkovité bradavky a vyskytuje se pouze v Japonsku
- Amanita magniverrucata – hlavním rozlišovacím znakem jsou výtrusy (spory) jež jsou u tohoto druhu menší
- Amanita sphaerobulbosa – tato houba byla dříve synonymem severoamerické A. abrupty, ale studie rodu Amanita z roku 1999 v japonských herbářích dospěla k závěru, že jde o úzce příbuzné, ale odlišné druhy, kvůli rozdílům ve tvaru spor a v mikrostruktuře volvalových zbytků